# Distrikt Irázola
Der Distrikt Irázola liegt in der Provinz Padre Abad in der Region Ucayali in Nordost-Peru. Der Distrikt wurde am 1. Juni 1982 gegründet. Benannt wurde der Distrikt nach Francisco Irázola (1869–1945), ein spanischer Geistlicher und Erforscher der „Selva Central“-Region. Er hat eine Fläche von 2090 km². Beim Zensus 2017 wurden 10.214 Einwohner gezählt. Sitz der Distriktverwaltung ist die 220 m hoch am Río San Alejandro gelegene Kleinstadt San Alejandro mit 6158 Einwohnern (Stand 2017). San Alejandro liegt 40 km nordöstlich der Provinzhauptstadt Aguaytía.

## Geographische Lage
Der Distrikt Irázola liegt im Südosten der Provinz Padre Abad. Der Río Aguaytía, ein rechter Nebenfluss des Río Aguaytía, durchquert den Distrikt in nördlicher Richtung. Der Distrikt liegt am Westrand des Amazonasbeckens.
Der Distrikt Irázola grenzt im Westen an den Distrikt Padre Abad, im Norden an den Distrikt Curimaná, im Nordosten an die Distrikte Neshuya und Alexander von Humboldt, im Südosten an die Distrikte Tournavista und Puerto Inca (beide in der Provinz Puerto Inca) sowie im Süden an den Distrikt Codo del Pozuzo (ebenfalls in der Provinz Puerto Inca).